# Luisa Bonilla
Luisa Bonilla (11 de agosto de 1996) es una deportista colombiana que compite en judo. Ganó una medalla de bronce en los Juegos Panamericanos de 2023, en la prueba de equipo mixto.

## Palmarés internacional
| Juegos Panamericanos | Juegos Panamericanos | Juegos Panamericanos | Juegos Panamericanos |
| Año                  | Lugar                | Medalla              | Categoría            |
| -------------------- | -------------------- | -------------------- | -------------------- |
| 2023                 | Santiago (Chile)     | Medalla de bronce    | Equipo mixto         |